# Petr Pavel
Petr Pavel, češki politik in nekdanji general vojske; * 1. november 1961, Planá.
Marca 2023 je postal predsednik Češke republike. Pred tem je bil med letoma 2015 in 2018 predsednik vojaškega odbora Nata, od leta 2012 do 2015 pa načelnik generalštaba čeških oboroženih sil.
Pavel je bil rojen v kraju Planá v vojaški družini, takoj po končani srednji šoli leta 1983 pa je vstopil v vojsko. Služil je v češkoslovaški ljudski armadi in se leta 1985 pridružil Komunistični partiji Češkoslovaške. Po žametni revoluciji leta 1989 in kasnejšem razpadu Češkoslovaške je Pavel služil v novoustanovljeni češki vojski in sodeloval pri evakuaciji baze Karin na Hrvaškem, kar mu je prineslo pohvale in mednarodno priznanje. Pavel se je v vojaških vrstah povzpel do načelnika generalštaba čeških oboroženih sil. Nato je bil med letoma 2015 in 2018 izbran za predsednika vojaškega odbora Nata, s čimer je postal prvi vojaški častnik iz nekdanjega vzhodnega bloka na tem položaju. Po 44 letih se je upokojil iz vojske in bil po izteku mandata odpuščen z odliko.
Leta 2021 je Pavel napovedal svojo predsedniško kandidaturo na volitvah leta 2023. Kandidiral je na platformi za tesnejše sodelovanje z zavezniki v Natu, podporo Ukrajini in večjo vključenost v Evropsko unijo. Do Rusije in Kitajske je zavzel sokolsko stališče. Pavel je zmagal v prvem krogu volitev s 35 odstotki, v drugem krogu pa nekdanjega premierja Andreja Babiša premagal z 58 odstotki glasov ter tako postal četrti predsednik Češke republike in 12. predsednik po razglasitvi neodvisnosti Češkoslovaške. Pavel je bil inavguriran 9. marca 2023 in na tem mestu nasledil Miloša Zemana. Je drugi predsednik z vojaškim ozadjem (za Ludvíkom Svobodo) in prvi brez političnih izkušenj.

## Mladost in izobraževanje
Pavel se je rodil 1. novembra 1961 v kraju Planá, ki je bila takrat del Češkoslovaške. Njegov oče je bil obveščevalni častnik, ki je od leta 1973 do 1989 služil pri poveljstvu Zahodnega vojaškega okrožja v Táboru. Pavel je maturiral na Vojaški gimnaziji Jan Žižka v Opavi. Študij je nadaljeval na Vojaški univerzi kopenskih sil v Vyškovu, kjer je diplomiral leta 1983 in se nato pridružil češkoslovaški vojski kot padalec in služil kot poveljnik voda.
Leta 1985 se je Pavel po dveh letih obvezne čakalne dobe pridružil Komunistični partiji Češkoslovaške in ostal njen član do žametne revolucije leta 1989. Kasneje je sodeloval z disidenti, kot sta Luboš Dobrovský in Radovan Procházka in svoje članstvo v komunistični partiji označil za napako, ki jo je odkupil s služenjem demokratični stvari.
Leta 1988 se je Pavel zaposlil v vojaški obveščevalni službi in med letoma 1988 in 1991 opravljal na tečaju za obveščevalce na Vojaški akademiji v Brnu (kasneje združeni z Univerzo za obrambo). Po žametni revoluciji je študiral na Defense Intelligence College v Bethesdi, Staff College v Camberleyju, Royal College of Defence Studies v Londonu in diplomiral na King's College London z magisterijem iz mednarodnih odnosov.

## Vojaška kariera
Po diplomi je od leta 1991 do 1993 delal v vojaški obveščevalni službi generalštaba češkoslovaških oboroženih sil.
Pavel je služil v 1. češkoslovaškem bataljonu zaščitnih sil Združenih narodov v Bosni. Januarja 1993 je njegova enota delovala v okviru evakuacije baze Karin, francoske vojaške postojanke, ki so jo oblegale srbske enote. Francoska vojska ni mogla evakuirati baze, ker sta bila lokalna infrastruktura in most uničena, enota združenega češko-slovaškega bataljona (zadnja češkoslovaška vojaška enota) pa je bila poslana, da izvede evakuacijo, saj je bila nameščena le 30 kilometrov od Karina. Pavel je v bazo odšel z 29 vojaki in dvema oklepnima transporterjema OT-64 SKOT. Med dvourno potjo se je njegova enota soočala z različnimi ovirami, ki so zavirale delovanje, med drugim s podrtimi drevesi, ki so jih morali vojaki pod minometnim ognjem odstranjevati s ceste. Ko je enota dosegla bazo Karin, sta bila dva francoska vojaka že mrtva, več drugih pa ranjenih. Na koncu so 55 francoskih vojakov evakuirali iz baze v oboroženih transporterjih.
Pavel je za svoje vodenje reševanja prejel priznanje in odlikovanja s strani Češke in Francije.
Po operaciji v Bosni je Pavel služil na različnih položajih v češki vojski, med drugim v vojaški obveščevalni službi in diplomaciji. Češko je zastopal na več vojaških diplomatskih položajih v Belgiji, na Nizozemskem in v ZDA.
Od leta 1993 do 1994 je bil namestnik vojaškega atašeja Češke republike v Belgiji. Od leta 1999 do 2002 je bil predstavnik na poveljstvu Nata v Brunssumu. Leta 2003 je služil kot nacionalni vojaški predstavnik pri centralnem poveljstvu Združenih držav Amerike na poveljstvu operacije Enduring Freedom v Tampi. Med ameriško invazijo na Irak leta 2003 je služil kot častnik za zvezo v ameriškem poveljstvu v Katarju. V tem času je opozoril, da bi lahko Irak uporabil orožje za množično uničevanje proti invazijskim silam.
Pavel je bil leta 2002 imenovan za brigadnega generala. Od leta 2002 do 2007 je bil poveljnik specializiranih sil, namestnik poveljnika združenih sil in namestnik direktorja Sektorja Ministrstva za obrambo. V letih 2007–2009 je bil vojaški predstavnik Češke pri Evropski uniji v Bruslju, nato pa v letih 2010–2011 predstavnik Češke pri Vrhovnem poveljstvu zavezniških sil v Evropi v Monsu. Pavel je leta 2010 postal generalmajor, leta 2012 pa generalpodpolkovnik . Leta 2011 je bil član strokovne komisije, ki je napisala Belo knjigo o obrambi, ki je ocenila stanje in predlagala ukrepe za izboljšanje obrambe Češke.
Pavel je bil od julija 2011 do junija 2012 namestnik načelnika generalštaba oboroženih sil Češke republike. 1. junija 2012 je bil povišan v načelnika Generalštaba. Na tem položaju je organiziral sodelovanje med vojsko in akademiki ter forume o obrambno-varnostnih vprašanjih.

### Predsednik vojaškega odbora Nata
Pavla, ki je že bil vojaški general, je vlada Bohuslava Sobotke julija 2014 predlagal za predsednika vojaškega odbora Nata, na ta položaj pa je bil izvoljen septembra 2014 v Vilni, pri čemer je premagal kandidata iz Italije in Grčije. Bil je prvi predsednik organizacije iz nekdanje članice Varšavskega pakta. Mandat je nastopil leta 2015. Med svojim predsedovanjem je Pavel izvajal odločitve, sprejete na vrhu v Walesu leta 2014, vključno z akcijskim načrtom pripravljenosti. Ponovno je vzpostavil dialog z Rusijo, prekinjen po priključitvi Krima Ruski federaciji, čeprav je menil, da Rusija predstavlja veliko grožnjo.
Jens Stoltenberg, generalni sekretar Nata, katerega svetovalec je bil Pavel, je ob koncu svojega mandata leta 2018 pohvalil Pavla za odlično vodenje vojaškega odbora v ključnem obdobju Natove zgodovine. Za delo v Vojaškem odboru je bil odlikovan z odlikovanjem poveljnika Legije za zasluge.

## Upokojitev iz vojske
Po odhodu iz vojske leta 2018 je Pavel postal predavatelj in svetovalec ter sodeloval na konferencah Inštituta Aspen.
Pavel je skupaj z diplomatom Petrom Kolářem, podjetnikom Františkom Vrablom in menedžerjem Radekom Hokovskim leta 2019 ustanovil združenje z imenom Pro bezpečnou budoucnost (Za varno prihodnost).
6. aprila 2020 je sprožil pobudo Spolu silnější (Skupaj močnejši), da bi pomagal ljudem, ki so povezani z bojem proti pandemiji COVID-19 na Češkem, zlasti z množičnim financiranjem finančne pomoči za prostovoljce, ki pomagajo v bolnišnicah in ustvarjajo medicinska orodja. Namen pobude je bil tudi pripraviti državo na prihodnje krize.
Pavel je v pobudi zbral različne strokovnjake, med drugim vodjo državnega urada za jedrsko varnost Dana Drábová, poslovneža Martina Hausenblasa, predsednico Češkega združenja za nujno medicino in medicino katastrof Jano Šeblovo in nekdanjega guvernerja regije Olomouc Jan Březina. Pavel je začel potovati po čeških regijah in od strokovnjakov, oblasti in institucij zbirati informacije o boju proti epidemiji. Na podlagi ugotovitev pobude se je Pavel srečal s predsednikom vlade Andrejem Babišem, da bi mu predstavil protikrizni načrt, ki ga je oblikovala pobuda.
Nekateri politični komentatorji, kot sta Petr Holec in Ondřej Leinert, so pobudo povezali s Pavlovo morebitno predsedniško kandidaturo in opazili podobnosti s sloganom Hillary Clinton med predsedniškimi volitvami v Združenih državah leta 2016.

## Predsedniška kampanja 2023
Leta 2019 so se voditelji Državljanske demokratske stranke, KDU-ČSL, TOP 09, Županov in neodvisnih ter Češke piratske stranke sestali, da bi razpravljali o možnih kandidatih za prihodnje predsedniške volitve. Največ pogovor naj bi potekalo ravno okoli kandidature Petra Pavla.
29. junija 2022 je Pavel najavil, da namerava kandidirati na čeških predsedniških volitvah leta 2023. Dejal je, da želi zmagati na volitvah, da Češki republiki ne bi bilo nerodno zaradi svojega predsednika. Svojo uradno kampanjo je začel 6. septembra 2022 in ob tem dejal, da želi v Češko republiki vrniti red in mir. Nastopil je na prozahodni, proevropski in protipopulistični platformi., stališča, ki jih je zagovarjal v svoji karieri višjega vojaškega vodstva. 4. oktobra 2022 je bil eden od treh kandidatov, ki jih je podprlo volilno zavezništvo Spolu (DSP, KDU-ČSL in TOP 09).
Prvi krog volitev je potekal 13. in 14. januarja 2023. Pavel je prejel 1.975.056 glasov (35,4 odstotka). Končal je tesno pred nekdanjim češkim premierjem Andrejem Babišem, s katerim sta se prebila v drugi krog. Pavel je v drugem krogu prejel 58,32 odstotka glasov (3.358.926 glasov) in premagal Babiša, ki je prejel 41,67 odstotka glasov. Istega dne mu je za zmago v Pragi osebno čestitala predsednica Slovaške Zuzana Čaputova. Pavel je 9. marca nasledil odhajajočega predsednika Miloša Zemana.
Pavel je svoja prva potovanja načrtoval na Slovaško, Poljsko in v Ukrajino, da bi zagotovil mednarodne zaveze Češke in izrazil podporo Ukrajini proti ruski invaziji leta 2022. Poljski predsednik Andrzej Duda in ukrajinski predsednik Volodimir Zelenskij sta bila tudi prva tuja voditelja, s katerima je govoril kot novoizvoljeni predsednik. V prvih dneh po volitvah je imel tudi telefonski pogovor s tajvansko predsednico Tsai Ing-wen, s čimer je sprožil kritike Kitajske.

## Predsednik Češke
Pred inavguracijo je Pavel dal številne intervjuje svetovnim medijem, med drugim CNN in BBC. Govoril je z več svetovnimi državniki, med drugim z ukrajinskim predsednikom Volodimirjem Zelenskim, poljskim predsednikom Andrzejem Dudo in tajvansko predsednico Tsai Ing-wen, s čimer je postal prvi izvoljeni evropski voditelj države, ki se je po telefonu pogovarjal s tajvansko predsednico v novejši zgodovini.
Udeležil se je Münchenske varnostne konference, kjer se je med drugim srečal s francoskim predsednikom Emmanuelom Macronom in avstrijskim predsednikom Alexandrom Van der Bellnom. Nato je obiskal regijo Karlovy Vary in regijo Usteški okraj.
Pavel je bil kot predsednik inavguriran 9. marca 2023. V inavguracijskem govoru je poudaril dostojanstvo, spoštovanje in spodobnost ter izjavil, da želi sodelovati pri oblikovanju skupne vizije za Češko. Njegovo prvo predsedniško potovanje je vodilo na Slovaško, kjer se je srečal s predsednico Zuzano Čaputovo, predsednikom vlade Eduardom Hegerjem in predsednikom državnega sveta Borisom Kollárjem.

## Politični nazori

### Zunanja politika
Pavel ima atlantistične in prozahodne poglede ter zagovarja aktivno članstvo Češke v Evropski uniji in Natu.
Podprl je Ukrajino med rusko invazijo leta 2022, ki jo je opisal kot "vojno proti sistemu mednarodnih odnosov", ter pozval k vojaški in humanitarni pomoči. Dejal je, da bi moral Zahod v odgovor na invazijo ukrepati odločneje. Trdil je, da bi moral Zahod po aneksiji Krima s strani Rusije in nadzoru nad deli Donbasa s strani separatistov, ki jih podpira Rusija, vzpostaviti zaščitene koridorje za civiliste, ki jih izvaja OVSE. Ko se je začela invazija, je sprva izrazil mnenje, da bo ruska vojska zmogla obdržati to, kar je zasedla, Ukrajina pa tudi s pomočjo zahodnih držav ne bo imela dovolj sredstev, da bi izrinila rusko vojsko, vključno s Krimom. Decembra 2022 je izjavil, da bi Ukrajina lahko zmagala v vojni, in opozoril na pomen pomoči Ukrajini za varnost Češke. Leta 2023 je Pavel ponovil svojo podporo pridružitvi Ukrajine zvezi Nato po koncu vojne.
Kot predsednik Vojaškega odbora Nata leta 2018 je Pavel o turški invaziji na Afrin dejal: "Turčija je tarča terorizma in se ima pravico braniti." Dejal je, da na Kurde ni treba gledati kot na homogeno skupino in da se nekateri med njimi učinkovito borijo proti skrajnežem.
Na vprašanje, ali bi se v primeru vojne pred novembrom 1989 boril proti Zahodu, je Pavel odgovoril, da »vojak brani svojo državo in ljudi, ki v njej živijo. ... vsak vojak se bori za ljudi, ki jih ima rad in za katere je vredno žrtvovati svoje življenje.«

### Socialni problemi
Pavel ima napredne poglede na družbeno-kulturna vprašanja. Podpira istospolne poroke in istospolne posvojitve in je potrdil, da ne bo vložil veta na zakon, ki dovoljuje priznavanje istospolnih skupnosti na Češkem. Pavel podpira uvedbo evtanazije in zavrača smrtno kazen.
Po izvolitvi za predsednika Vojaškega odbora Nata leta 2014 je Pavel kritiziral politično korektnost in trdil, da ustvarja okolje, v katerem se odgovornim pove le tisto, kar želijo slišati. Povedal je, da je med predsedovanjem Vojaškemu odboru Nata videl veliko načelnikov generalštabov, ki zaradi politične korektnosti niso znali poimenovati težav s pravim imenom.

### Notranja politika
Pavel se je med predsedniško kampanjo označil za "desnosredinskega, z močnim socialnim poudarkom". Leta 2019 je trdil, da bi morali bogati ljudje plačevati višje davke, prav tako podpira močnejšo prerazporeditev bogastva. Kot navdih je navedel skandinavske države. Dejal je, da je na čeških parlamentarnih volitvah leta 2021 glasoval za desnosredinsko zavezništvo Spolu. Razpravljal je o politični podpori Spoluja v zgodnjih fazah svoje predsedniške kandidature in na koncu izjavil, da ne želi biti njihov kandidat, bi pa bil vesel njihove podpore. Spolu ga je oktobra 2022 podprl skupaj s še dvema kandidatoma. Pavel je povedal, da je v obeh krogih čeških predsedniških volitev leta 2013 glasoval za Karla Schwarzenberga. Na čeških predsedniških volitvah leta 2018 je v prvem krogu glasoval za Pavla Fischerja in v drugem za Jiříja Drahoša.

## Osebno življenje
Pavel govori češko, angleško, francosko in rusko. S prvo ženo Hano ima dva sinova; pozneje sta se ločila. Poročen je s svojo drugo ženo, Evo Pavlovo, ki ima čin podpolkovnice češke vojske. Pred letom 2012 se je Pavel preselil v Černouček, kjer danes tudi živi. Pavel ima dovoljenje za prikrito nošenje pištole. Ni veren.